# ダライ・ラマ4世
ユンテン・ギャツォ（英語: Yonten Gyatso、ワイリー方式：yon tan rgya mtsho、1589年 - 1617年）は、4世のダライ・ラマ。「ユンテン・ギャツォ」は1592年にダライ・ラマとして即位した時に与えられた名。

## 略歴

### 背景
ダライ・ラマ4世はダライ・ラマ3世の転生者である。ダライ・ラマ3世は事実上の初代ダライ・ラマであり、ダライ・ラマ4世はダライ・ラマとしては2代目にあたる。ダライ・ラマはチベット仏教ゲルク派の転生僧の一人であり、ダライ・ラマ3世の時にモンゴル民族を信徒に持ったことから、大きな権威を持つことになった。ダライ・ラマ3世の死後、デプン寺を中心に作られた転生ダライ・ラマ捜索委員会により、ダライ・ラマ4世探しが始まった。

### 生涯
ユンテン・ギャツォはチベット暦丑の年12月31日に生まれた（丑の年1月1日とする説明もある。1月1日なら西暦1589年、12月31日なら1590年）。ユンテン・ギャツォはアルタン・ハーンの孫でトゥメト族セチュン・チュークルの息子、つまりアルタン・ハーンの曽孫である。母はセチュン・チュークルの第2夫人ファケン・ヌラ（PhaKhen Nula）。父母共にダライ・ラマ3世の弟子だった。つまり、ダライ・ラマ4世はモンゴル人である。チベット人以外のダライ・ラマは現在までこの4世だけである（ただしダライ・ラマ6世はチベット族の支流メンパ族出身）。
ダライ・ラマ4世がモンゴルで探されたのは、チベット僧2人の神託に基づく。どちらの神託も、ダライ・ラマ3世の転生者はモンゴルに生まれると予言していた。セチュン・チュークルの息子が賢いとの話を聞いた捜索委員会は、数え3歳の彼にダライ・ラマ3世の生前の所有物を当てさせるというテストを受けさせ、合格してダライ・ラマ4世に認定された。なお、この認定により、ゲルク派はモンゴルの有力部族トゥメトの軍事的支援を受け、トゥメトはダライ・ラマの権威を受けるという双方に政治的なメリットがあった。
ダライ・ラマ4世は幼児期にはモンゴルで教育を受けた。特に当時モンゴルで人気のあった密教の儀式を中心に教育された。1599年、数え11歳の時にモンゴルを離れ、巡礼しながら3年かけてチベットに入り、チベットでもラデン寺、トゥルナン寺などにしばらく留まった後にデプン寺に入り、ゲルク派の首座ガンデン・ティパの世話で受戒して僧になった。デプン寺ではパンチェン・ラマなどに教育を受けた。1604年に大衆の前でジャータカ・マーラーを読誦したときは、少しもモンゴル訛りがなかったという。
1606年には当時形式的な王であったパクモドゥパ政権の王から招待を受け、その本拠地ネドンを訪ねた。しかし当時事実上の王であったデパ・ツァンパはダライ・ラマ4世を招待せず、ゲルク派とツァン派は対立が深まった。ツァン派に近い立場のカルマ派のシャマル・リンポチェ6世は仲介する手紙を送ったが、ゲルク派の侍従が非礼な手紙を返して対立はさらに深まった。1611年、ツァン派の軍がラサを攻め（あるいはトゥメトが先にツァン派を攻めて反撃に会い）、トゥメトの軍はチベットから追放され、ゲルク派はウーなどの地を失った。ただし本拠地ラサはゲルク派の僧の非戦運動などが功を奏して失陥を免れた。
1617年、ダライ・ラマ4世は死んだ。遺灰はモンゴルのハルハ、モンゴルの実家トゥメト、チベットの3箇所に分骨された。